# أنيتا راج كور
أنيتا راج كور (بالملايوية: Anita Raj Kaur)‏ هي لاعبة كرة الريشة ماليزية، ولدت في 31 يوليو 1986.

## وصلات خارجية
- أنيتا راج كور على موقع BWF.tournamentsoftware.com (الإنجليزية)
- أنيتا راج كور على موقع BWFbadminton.com (الإنجليزية)